# Корягін Віктор Максимович
Корягін Віктор Максимович (6 жовтня 1941, Горлівка) — доктор педагогічних наук, завідувач кафедри фізичного виховання Інституту гуманітарних та соціальних наук Національного університету «Львівська політехніка», тренер з баскетболу. Суддя націонпльної категорії з баскетболу (1984). Батько економіста Максима Корягіна.

## Загальні відомості
Закінчив Львівський інститут фізичної культури (1968), де відтоді працював.
У 1974—1980 — проректор з наукової роботи, паралельно у 1976—1994 — завідувач кафедри спортивних та рухливих ігор.
У 1994—2000 — доцент, професор кафедри фізичного виховання Українського лісотехнічного університету .
У 2001—2005 — професор, від 2005 — завідувач кафедри фізичного виховання Національного університету «Львівська політехніка».
Тема дисертації: Структура и содержание современной тренировки баскетболистов [Текст]: дис… д-ра пед. наук в виде науч. докл.: 13.00.04 / Корягин Виктор Максимович ; Российская гос. академия физической культуры. — М., 1994. — 102 с. — Библиогр.: с. 96-102.

## Тренерська діяльність
Керував комплексною науковою групою чоловічої збірної команди СРСР (1971—1976), яка у 1972 стала чемпіоном Олімпійських ігор у Мюнхені та чемпіоном світу 1974 року в Пуерто-Рико.
У 1994—2002 роках тренував чоловічу баскетбольну команду «Львівська політехніка»
З 2008 року — тренер жіночої баскетбольної команди «Політехніка–Львів».

## Нагороди та відзнаки
- «Відмінник освіти України» (2007 р.)
- Почесна грамота Львівської обласної державної адміністрації (2009 р.)
- «Заслужений тренер України» (2001 р.)
- Почесний професор Львівської політехніки (2021)[1].

## Наукові інтереси
Науково-методичні основи підготовки спортсменів в умовах вищих навчальних закладів

## Вибрані патенти
- Спосіб оцінювання силових здібностей/ Номер патенту: 92489 | Автори: Корягін Віктор Максимович, Блавт Оксана Зіновіївна | Опубліковано: 26.08.2014 | МПК: A63B 69/00
- Спосіб оцінювання швидкісних й швидкісно-силових можливостей/ Номер патенту: 88017 | Автори: Корягін Віктор Максимович, Сушинський Орест Євгенович, Блавт Оксана Зіновіївна | Опубліковано: 25.02.2014 | МПК: A63B 69/00
- Спосіб оцінювання функціонального стану системи зовнішнього дихання/ Номер патенту: 86275 | Автори: Бріскін Юрій Аркадійович, Блавт Оксана Зіновіївна, Корягін Віктор Максимович | Опубліковано: 25.12.2013 | МПК: A63B 69/00
- Спосіб оцінювання координаційних здібностей/ Номер патенту: 79140 | Автори: Мудрик Іван Петрович, Корягін Віктор Максимович, Бріскін Юрій Аркадійович, Сушинський Орест Євгенович, Блавт Оксана Зіновіївна | Опубліковано: 10.04.2013 | МПК: A63B 69/00
- Спосіб оцінювання просторових параметрів рухів/ Номер патенту: 77267 | Автори: Сушинський Орест Євгенович, Блавт Оксана Зіновіївна, Бріскін Юрій Аркадійович, Корягін Віктор Максимович | Опубліковано: 11.02.2013 | МПК: A63B 69/00
- Спосіб оцінювання статичної силової витривалості/ Номер патенту: 77265 | Автори: Блавт Оксана Зіновіївна, Сушинський Орест Євгенович, Корягін Віктор Максимович, Бріскін Юрій Аркадійович, Турик Павло Михайлович | Опубліковано: 11.02.2013 | МПК: A63B 69/00

## Вибрані публікації
- Здоров'я і освіта: проблеми та перспективи: матеріали IV Всеукр. наук.-практ. конф. / Донец. нац. ун-т ; [редкол.: Рибковський А. Г. та ін.]. — Донецк: Норд-Пресс, 2006. — 225 с. — Бібліогр. у кінці ст. — ISBN 966-380-146-8
- Фізичне виховання студентів у спеціальних медичних групах: навч. посіб. / В. М. Корягін, О. З. Блавт ; [ред. Ольга Грабовська ; худож. Уляна Келеман] ; Нац. ун-т «Львів. політехніка». — Львів : Вид-во Львівської політехніки, 2013. — 486 с. — Бібліогр.: с. 479—486. — ISBN 978-617-607-415-1